# HD 152478
HD 152478，又名CD-5010905，SAO 244280、HR 6274，是一颗恒星，视星等为6.33，位于銀經336.78，銀緯-4.64，其B1900.0坐标为赤經16h 48m 25.9s，赤緯-50° -4.64′ 44″。